# Chasmocephalon
Genre
Chasmocephalon est un genre d'araignées aranéomorphes de la famille des Anapidae.

## Distribution
Les espèces de ce genre sont endémiques d'Australie.

## Liste des espèces
Selon World Spider Catalog (version 16.0, 12/07/2015) :
- Chasmocephalon acheron Platnick & Forster, 1989
- Chasmocephalon alfred Platnick & Forster, 1989
- Chasmocephalon eungella Platnick & Forster, 1989
- Chasmocephalon flinders Platnick & Forster, 1989
- Chasmocephalon iluka Platnick & Forster, 1989
- Chasmocephalon neglectum O. Pickard-Cambridge, 1889
- Chasmocephalon pemberton Platnick & Forster, 1989
- Chasmocephalon tingle Platnick & Forster, 1989

## Publication originale
- O. Pickard-Cambridge, 1889 : On some new species and a new genus of Araneida. Proceedings of the Zoological Society of London, vol. 1889, p. 34-46 (texte intégral).